# Atemnus neotropicus
Espèce
Atemnus neotropicus est une espèce de pseudoscorpions de la famille des Atemnidae.

## Distribution
Cette espèce est endémique de Porto Rico. Elle se rencontre sur Isla Mona.

## Description
La femelle holotype mesure 4 mm.

## Publication originale
- Hoff, 1946 : New pseudoscorpions, chiefly neotropical, of the suborder Monosphyronida. American Museum Novitates, vol. 1318, p. 1-32 (texte intégral).